# Marc André Bernier
Cet article possède un paronyme, voir Marc-André Bernier.
Pour les articles homonymes, voir Bernier.
Marc André Bernier (né en 1964) est un professeur québécois de littérature française à l’Université du Québec à Trois-Rivières. Entre 2004 et 2014, il a été titulaire de la Chaire de recherche du Canada en rhétorique. Il est spécialiste de l'histoire de la rhétorique et de la littérature française du XVIIIe siècle. Il a publié de nombreux ouvrages sur ces sujets. Il est le premier Canadien à présider la Société internationale d’étude du dix-huitième siècle.

## Formation
Après avoir obtenu un baccalauréat en études littéraires en 1987, Marc André Bernier poursuit des études à  l'Université du Québec à Montréal. En 1996, il est docteur en sémiologie de cette université, après avoir soutenu une thèse intitulée « Libertinage et figures du savoir. Le roman libertin en France de Crébillon fils à Fougeret de Monbron (1734-1751), ».

## Carrière professionnelle
Marc André Bernier est professeur à l’Université du Québec à Trois-Rivières depuis juin 1996. Il enseigne l'histoire littéraire, la littérature du XVIIIe siècle et la rhétorique.
Il a été titulaire de la Chaire de recherche du Canada en rhétorique entre 2004 et 2014,,.
Il a supervisé plusieurs thèses doctorales sur ces questions. Il codirige le projet de recherche « Inventaire des imprimés anciens au Québec ».
Il a été le président de la Société canadienne d'étude du dix-huitième siècle de 2009 à 2011. En 2011, il est devenu le premier Canadien à présider la Société internationale d’étude du dix-huitième siècle,. Il dirige la collection « Études internationales sur le dix-huitième siècle » (Paris, Éditions Honoré Champion).
Il est directeur du Laboratoire sur l’histoire et la pensée modernes (XVIe – XVIIIe siècle) à l’Université du Québec à Trois-Rivières depuis 2012[réf. nécessaire].
Il est membre du comité éditorial des Oxford University Studies in the Enlightenment depuis 2008[réf. nécessaire] et a codirigé la revue Tangence pendant dix ans de 2000 à 2011[réf. nécessaire].

## Publications
Marc André Bernier est l'auteur ou le coauteur de nombreux ouvrages. Il a notamment consacré plusieurs ouvrages à l'histoire de la rhétorique aux XVIIe et XVIIIe siècles.

### Thèse
- Libertinage et figures du savoir : rhétorique et roman libertin dans la France des Lumières (1734-1751), Québec / Paris, Presses de l'Université Laval / L'Harmattan, thèse de 1996 publiée en 2001, 273 pages,  (ISBN 2-76377-824-0), [lire en ligne]

### Directions d'ouvrages collectifs
- avec Bernard Andrès, Portrait des arts, des lettres et de l'éloquence au Québec (1760-1840), Québec, Presses de l'Université Laval, 2002, 509 pages,  (ISBN 2-76377-883-6), [lire en ligne]
- Archive et poétique de l’invention, Québec, Nota bene, 2003, 262 pages,  (ISBN 978-2-89518-165-1), [lire en ligne]
- avec Réal Ouellet, Nouvelles françaises du XVIIIe siècle, Québec, L’instant même, 2005, 484 pages,  (ISBN 2-89502-202-X), [lire en ligne]
- avec Sébastien Charles (dir.), Scepticisme et modernité, Saint-Étienne, Publications de l’Université de Saint-Étienne, 2005, 270 pages,  (ISBN 978-2-86272-375-4), [lire en ligne]
- Parallèle des Anciens et des Modernes : histoire, rhétorique et esthétique au siècle des Lumières, Québec, Presses de l'Université Laval, 2007, 211 pages,  (ISBN 978-2-76378-491-5)
- avec Claude La Charité, Philippe Aubert de Gaspé, mémorialiste, Québec, Presses de l'Université Laval, 2009, 250 pages,  (ISBN 978-2-76378-870-8), [lire en ligne]
- avec Deidre Dawson, Les Lettres sur la Sympathie (1798) de Sophie de Grouchy : Philosophie morale et réforme sociale, Oxford, Voltaire Foundation, 2010, 228 pages,  (ISBN 978-0-72941-000-7), [lire en ligne]
- La raison exaltée : études sur « De la littérature » de Madame de Staël, Paris, Éditions Hermann, 2013, 152 pages,  (ISBN 978-2-70568-778-6), [lire en ligne]
- avec Clorinda Donato et Hans-Jürgen Lüsebrink (dir.), Jesuit Accounts of the Colonial Americas: Intercultural Transfers Intellectual Disputes, and Textualities, Toronto, University of Toronto Press, 2014, 441 pages,  (ISBN 978-1-44264-572-1), [lire en ligne]
- avec Marie Laure Girou Swiderski, Madame d’Arconville, moraliste et chimiste au siècle des Lumières. Études et textes inédits, Oxford, Voltaire Foundation, coll. « Oxford University Studies in the Enlightenment », 2016, 280 pages,  (ISBN 978-0-7294-1172-1).

### Contributions à des ouvrages collectifs
- « De la théorie musicale aux soupirs de la volupté : les mouvements intimes de la libre pensée dans le roman libertin », dans Manon Brunet (dir.), Érudition et passion dans les écrits intimes, 1999[13].
- « Des mouvements de la nature à la mise en scène du corps libertin : la savante éloquence d'une Fille de joye », 1999[14].
- « Entre les égarements de la probatio  et l’autorité de l’expérience : les preuves de l’amour dans le roman libertin du XVIIIe siècle », dans Jean-Pierre Schandeler et Nathalie Vienne-Guerrin (dir.), La preuve. Notions, pratiques et représentations en France et en Grande-Bretagne (XVIe – XVIIe siècle), Paris, Éditions Hermann, coll. « Collections de la République des Lettres », 2013, p. 385-398.
- « Les temps parallèles. Écrire l’histoire de la guerre de Sept ans à la lumière de celle des guerres puniques », dans Sébastien Drouin et Nelson Guilbert (dir.), Avatars de l’exemplarité, suivi de Écrire l’histoire au siècle des Lumières, Paris, Éditions Hermann, coll. « Hermann Philosophie », 2013, p. 221-233.
- « Entre souci de soi et société des cœurs : plaisir et discours de la morale au siècle des Lumières », dans Suzanne Foisy et Claude Thérien (dir.), Les plaisirs et les jours, Québec, Presses de l’Université du Québec, 2013, p. 151-161.
- « L’Île des esclaves (1725) de Marivaux, ou les Aventures de la raison dans le monde renversé », dans Lucie Desjardins (dir.), Les figures du monde renversé de la Renaissance aux Lumières. Hommage à Louis Van Delft, Paris, Éditions Hermann, coll. « Collections de la République des Lettres », 2013, p. 393-405.
- « Parallele Zeiten. Das Schreiben neuzeitlicher Kriegsgeschichte im Zeichen antiker Konflikte », dans Stefanie Stockhorst (dir.), Krieg und Frieden im 18. Jahrhundert (1701–1789), Hanovre, Wehrhahn Verlag, 2014, p. 31-50.

### Éditions de textes
- Philippe Aubert de Gaspé, Mémoires, éd. établie, présentée et annotée par Marc André Bernier et Claude La Charité, Montréal, Bibliothèque québécoise, 2007, 591 p.
- Joseph-Sabin Raymond, Entretiens sur l’éloquence et la littérature, éd. établie, présentée et annotée par Marc André Bernier et Marie Lise Laquerre, Québec, Presses de l’Université Laval, coll. « L’archive littéraire au Québec », 2012, 167 p.

### Traductions
- Erich Auerbach, Figura, Paris, Éditions Belin, 1993 et 2001.

## Distinctions
- 2002 - « Prix du mérite en enseignement », section Études supérieures, décerné par l’Université du Québec à Trois-Rivières.
- 2010 - « Prix d’excellence en recherche » décerné par l’Université du Québec à Trois-Rivières.
- 2014 - « Prix d’excellence en recherche et création, volet carrière », décerné par l'Université du Québec[10].
- 2015 - Membre de la Société royale du Canada

## Sources
- Benoît Melançon, « État de la recherche canadienne sur la littérature française du 18e siècle », Dix-huitième siècle, no 30, 1998, p. 233-243.  (ISSN 0070-6760)  (ISBN 2-13-049855-8)